# Rodeites
Rodeites dakshinii — скам’янілість, що належить до родини папоротей Marsileaceae. Скам'янілість складається зі збереженого спорокарпію, що містить спори, і була знайдена в кайнозойській кремені Індії.